# Žarko Čabarkapa
Žarko Čabarkapa (serbio: Жарко Чабаркапа) (nacido el 21 de mayo de 1981 en Zrenjanin, Serbia) es un exjugador de baloncesto serbio que jugó tres temporadas en la NBA.

## Carrera
Cabarkapa comenzó jugando en el KK Beopetrol Belgrade y KK Budućnost Podgorica en Yugoslavia, promediando 8.6 puntos, 3.8 rebotes y 1.5 asistencias. Fue miembro del combinado yugoslavo que ganó la medalla de oro en el Mundial de Indianápolis de 2002. 
Fue seleccionado en el Draft de 2003 en el puesto 17 por Phoenix Suns. En su primera temporada en la liga sus números fueron de 4.1 puntos y 2 rebotes en 49 partidos. En su primer partido como titular en la NBA, ante Dallas Mavericks, llevaba 17 puntos y 9 rebotes en 29 minutos antes de que Danny Fortson le rompiera la muñeca derecha en un intento de mate. La falta fue castigada como flagrante.
En 2005, fue traspasado a Golden State Warriors por dos segundas rondas de draft de 2005.